# Uttaradit (Provinz)

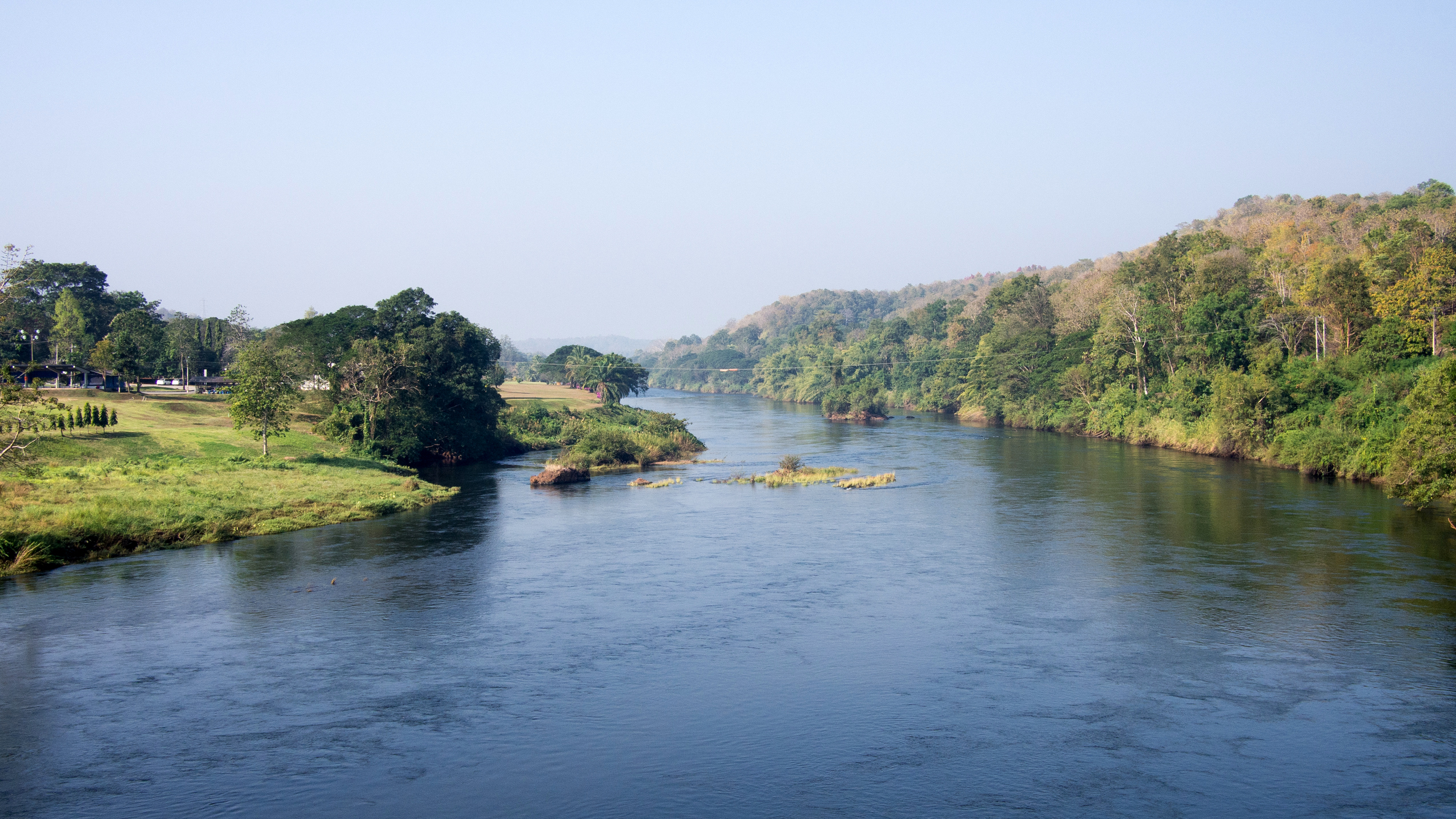
Der Nan-Fluss in der Provinz Uttaradit

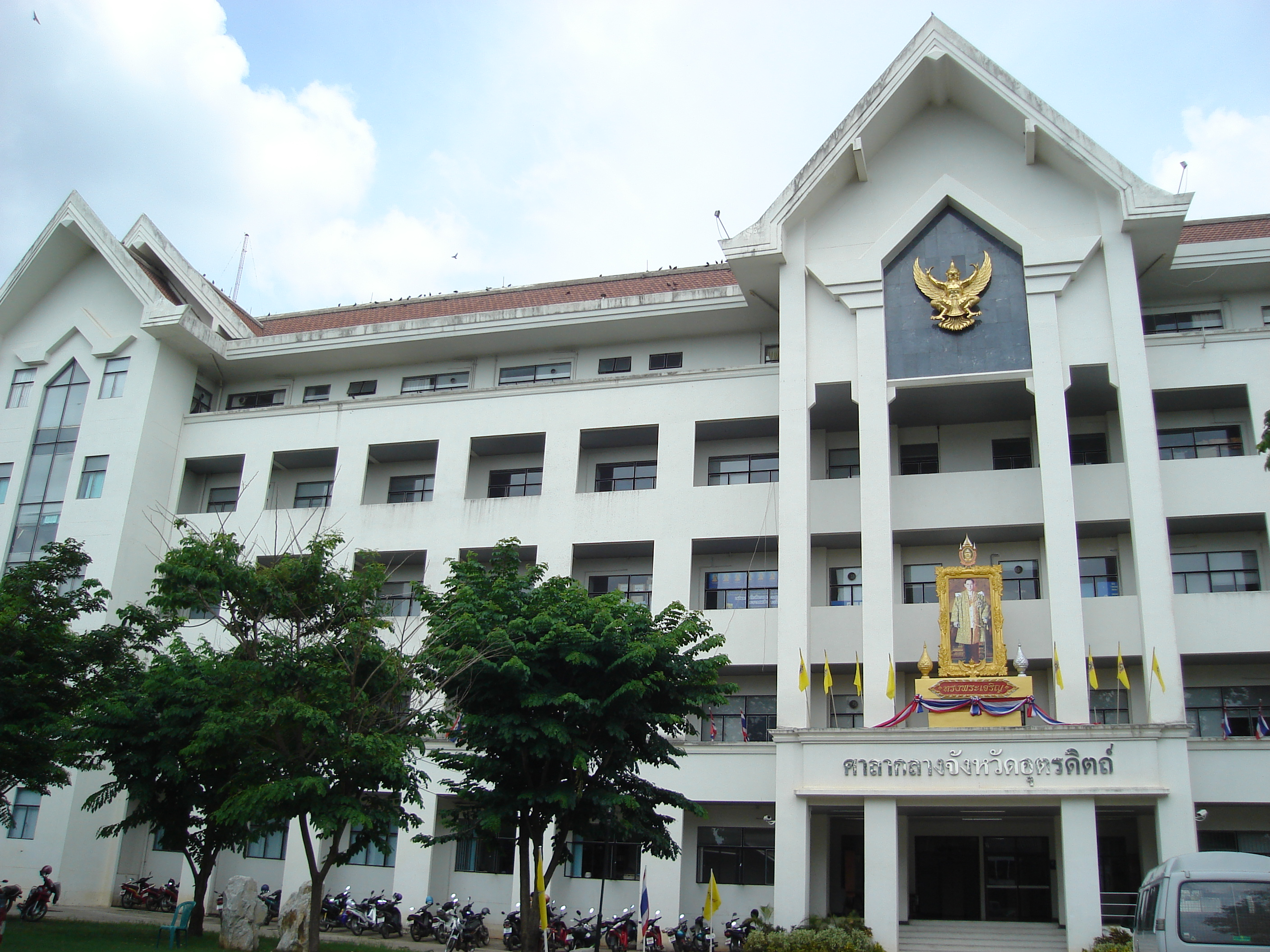
Sitz der Provinzverwaltung von Uttaradit (Sala Changwat)

Uttaradit (Thai: อุตรดิตถ์, [ʔùttàʔráʔdìt]) ist eine Provinz (Changwat) in der Nordregion von Thailand. Die Hauptstadt der Provinz Uttaradit heißt ebenfalls Uttaradit.
Der Name Uttaradit bedeutet „nördlicher Hafen“ und spielt auf die Bedeutung der Provinzhauptstadt als Umschlagplatz für Holz und andere Güter an.

## Geographie
Die Provinz liegt etwa 490 Kilometer nördlich der Hauptstadt Bangkok.

### Lage
Uttaradit liegt im tiefer gelegenen Teil des Nordens im Tal des Mae Nam Nan, wo sich aber schon das Phi-Pan-Nam-Gebirge, Ausläufer der südostasiatischen Bergketten zeigt. Die im Norden und Osten der Provinz liegenden, steilen und welligen Ebenen, erstrecken sich entlang der Täler des Tron-Kanals, des Pat Flusses, des Mae Phrong Kanals, sowie des Nam Krai Stroms.
In früheren Zeiten war das Gebiet fast ganz von ausgedehnten Teakholz-Wäldern bedeckt, die im Laufe der Zeit geschlagen wurden, auch heute noch sind mehr als 38 % der Landfläche mit Wald bedeckt.
| Benachbarte Provinzen und Gebiete: | Benachbarte Provinzen und Gebiete:         |
| ---------------------------------- | ------------------------------------------ |
| Norden                             | Phrae und Nan                              |
| Osten                              | Phitsanulok, Loei und Landesgrenze zu Laos |
| Süden                              | Phitsanulok                                |
| Westen                             | Sukhothai                                  |

### Klima
Das Klima ist tropisch-monsunal und durch die zunehmende Höhe über dem Meeresspiegel angenehmer als im Süden des Landes. Die Höchsttemperatur im Jahr 2008 betrug 40,2 °C, die tiefste Temperatur wurde mit 10,9 °C gemessen. An 99 Regentagen fielen in demselben Jahr 1183,3 mm Niederschlag.

## Wirtschaft und Bedeutung
Im Jahr 2008 betrug das „Gross Provincial Product“ (Bruttoinlandsprodukt) der Provinz 30,624 Milliarden Baht. Der Mindestlohn in der Provinz beträgt 163 Baht pro Tag (etwa 4 €).

### Daten
Die unten stehende Tabelle zeigt den Anteil der Wirtschaftszweige am Gross Provincial Product in Prozent:
| Wirtschaftszweig | 2006 | 2007 | 2008 |
| ---------------- | ---- | ---- | ---- |
| Landwirtschaft   | 30,6 | 29,6 | 35,7 |
| Industrie        | 12,2 | 11,7 | 10,2 |
| Andere           | 57,2 | 58,7 | 54,1 |

Die am stärksten zur Wirtschaftsleistung der Provinz beitragende Branche war im Jahr 2011 die Landwirtschaft mit 4,049 Mrd. Baht, gefolgt vom verarbeitenden Gewerbe mit 3,083 Mrd. Baht und dem Groß- und Einzelhandel mit 1,955 Mrd. Baht.

### Landnutzung
Für die Provinz ist die folgende Landnutzung dokumentiert:
- Waldfläche: 3.075.566 Rai (1.922,2 km²), 62,8 % der Gesamtfläche
- Landwirtschaftlich genutzte Fläche: 1.077.458 Rai (673,4 km²), 22,0 % der Gesamtfläche
- Nicht klassifizierte Fläche: 746.095 Rai (466,3 km²), 15,2 % der Gesamtfläche

In früheren Zeiten war der Abbau von Teakholz eine wichtige Erwerbsquelle. Die Hölzer wurden den Mae Nam Nan abwärts geflößt und bei Uttaradit angelandet und verkauft. Nach dem Abholzverbot mussten sich die Menschen neu orientieren. Die wichtigste Einnahmequelle bildet nun die Landwirtschaft und der Fischfang, die Landwirtschaft wird vor allem in den tiefer gelegenen Ebenen betrieben.  Die wichtigste Nutzpflanze ist die Langsat-Frucht, die hier vielfach angebaut wird, gefolgt von Durian, Rambutan und Mangostane. Die wichtigsten Produkte aus dem Ackerbau sind Reis und Zuckerrohr.

### Staudämme
- Der etwa 50 Kilometer nordöstlich der Provinzhauptstadt Uttaradit gelegene Königin-Sirikit-Staudamm führte zu einer verbesserten Bewässerung und noch ertragreicheren Bewirtschaftung, nachdem er 1973 eingeweiht wurde.[3]

## Geschichte

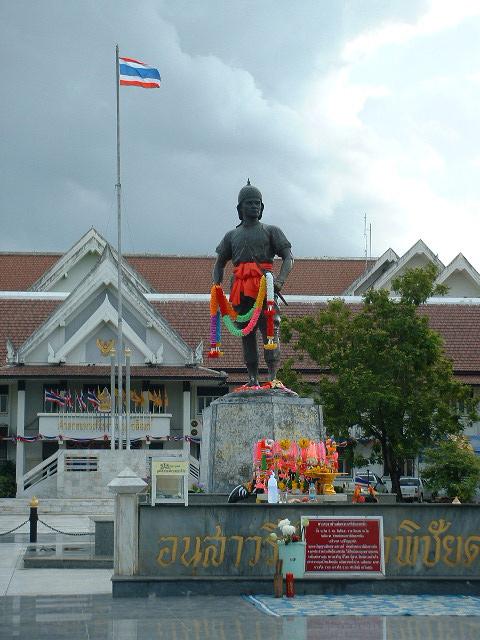
Phraya Phichai Standbild vor der Stadthalle

Das Gebiet von Uttaradit ist schon seit vorgeschichtlichen Zeiten besiedelt, wie Funde zum Beispiel bei Wiang Chao Ngo zeigen (Bronzemesser und Kesseltrommeln). Bis zum 10./11. Jahrhundert lebten hier Angehörige der Bergvölker an den Hängen entweder nomadisierend oder in kleinen Dorfgemeinschaften.
Seit dem 11. Jahrhundert begann eine verstärkte Einwanderung der Thai aus dem Norden, die sich aber eher friedlich vollzog. Die Thai siedelten als Reisbauern in den Ebenen und an den Flussufern. Hier blühte mit der Zeit eine Stadt namens Bang Pho Tha It, die als Umschlagplatz für Waren aus und in den Norden diente und am rechten Ufer des Mae Nam Nan lag.
Nach dem Untergang des Königreichs Ayutthaya 1767 rebellierte in Fang in der damaligen Provinz Sawangkhaburi (heute steht davon noch der Tempel Wat Phra Fang östlich der heutigen Provinzhauptstadt) eine Gruppe von Mönchen unter Führung des charismatischen Abts Phra Fang (Rüan). Sie brachen die buddhistischen Ordensregeln (Vinaya), betätigten sich politisch und militärisch und gründeten ein kurzlebiges Staatswesen, das manchmal als „Mönchsrepublik von Fang“ bezeichnet wird. Andererseits findet man Phra Fang als „Priesterkönig“ tituliert. Im Jahr 1770 nahmen sie die benachbarte Provinz Phitsanulok ein. Noch im gleichen Jahr wurden sie von König Taksin geschlagen und hingerichtet, der das Gebiet seinem neugegründeten Königreich Thonburi einverleibte.
Im 19. Jahrhundert siedelte man die Bewohner um, und König Rama V. (Chulalongkorn) erhob Uttaradit zu einer Provinz (Changwat) mit der neu benannten Hauptstadt gleichen Namens.

## Sehenswürdigkeiten
- Nationalparks:
  - Nationalpark Lam Nam Nan
  - Nationalpark Khlong Tron
  - Nationalpark Kaeng Dschek Kwa
  - Nationalpark Phu Soi Dao (mit dem weltweit größten Teakholz-Baum mit 37 Metern Umfang)

## Symbole

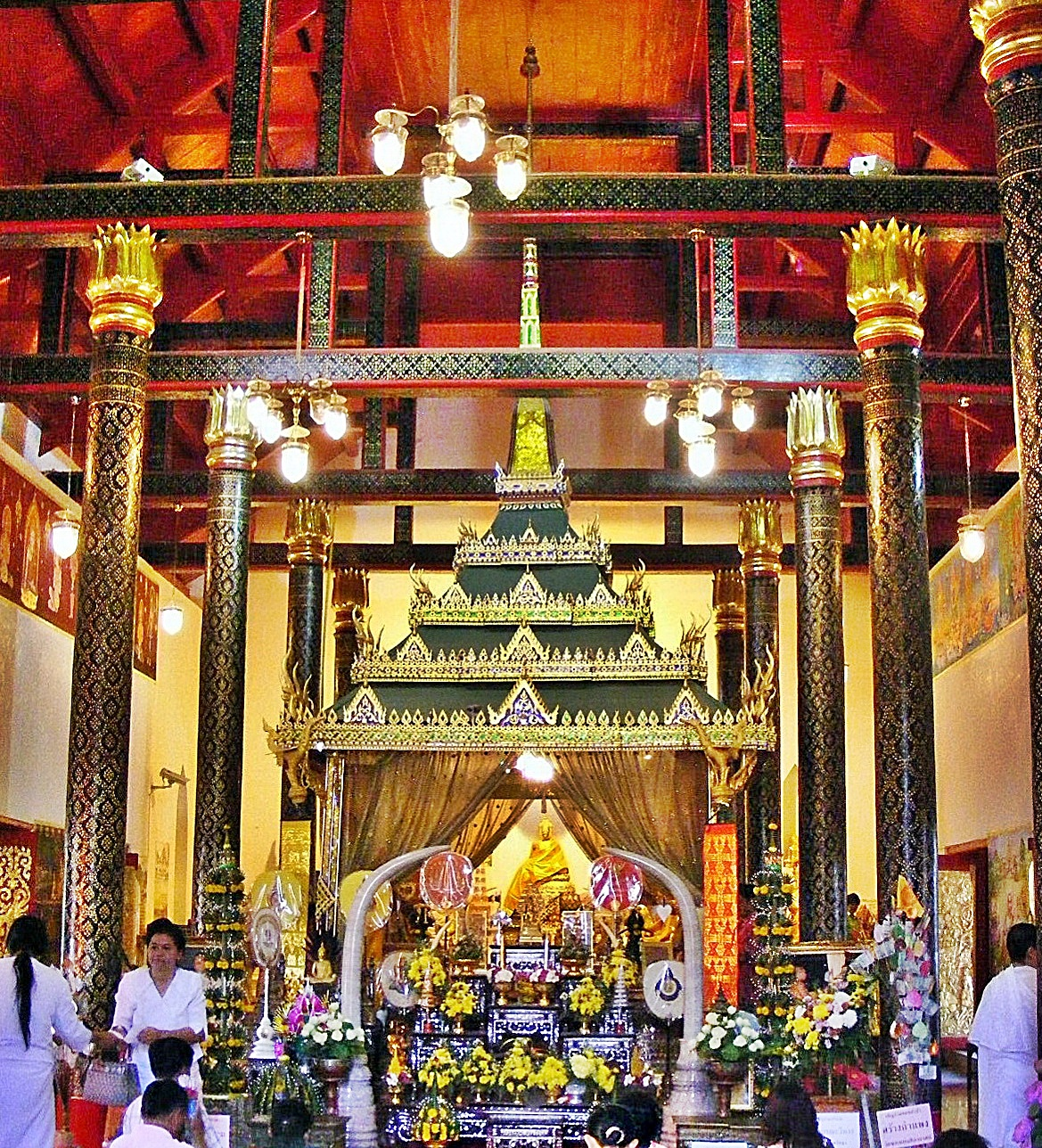
Phra Thaen Sila At, eines der Wahrzeichen der Provinz

### Siegel
Das Siegel der Provinz Uttaradit zeigt den Mondop des Wat Phra Thaen Sila At, einer buddhistischen Tempelanlage (Wat) im Amphoe Laplae. Der Tempel wird verehrt wegen eines Laterit-Blocks, der Buddha zu seiner Erleuchtung verholfen haben soll. Der Mondop ist auf diesem Lateritblock erbaut worden.
Das Siegel wurde 1940 entworfen, später fügte man den Garuda-Vogel und den Namen der Provinz hinzu.

### Baum
Der lokale Baum ist der Teakbaum (Tectona grandis).

### Spruch
Der Wahlspruch der Provinz Uttaradit lautet:
Das Land der Schwerter aus hochwertigem Stahl,
Süße Langsat-Früchte kann man überall sehen,
Die Stadt des tapferen Helden Phraya Phichai,
Er kämpfte, bis sein Schwert an seiner rechten Seite brach,
Der weltweit größte Teakholzbaum steht in dieser Stadt.

## Verwaltungseinheiten

### Provinzverwaltung
Gouverneur der Provinz ist seit 2013 Chat Kitti-Nophadon (Thai: ชัช กิตตินภดล).
Die Provinz ist eingeteilt in 9 Amphoe (‚Bezirke‘ oder ‚Landkreise‘). Diese sind weiter unterteilt in 67 Tambon (‚Unterbezirke‘ oder ‚Gemeinden‘) und 613 Muban (‚Dörfer‘).
| Nr. | Amphoe                  | Thai            |  |
| 1.  | Amphoe Mueang Uttaradit | อำเภอเมืองอุตรดิตถ์ |  |
| 2.  | Amphoe Tron             | อำเภอตรอน       |  |
| 3.  | Amphoe Tha Pla          | อำเภอท่าปลา      |  |
| 4.  | Amphoe Nam Pat          | อำเภอน้ำปาด      |  |
| 5.  | Amphoe Fak Tha          | อำเภอฟากท่า      |  |
| 6.  | Amphoe Ban Khok         | อำเภอบ้านโคก     |  |
| 7.  | Amphoe Phichai          | อำเภอพิชัย        |  |
| 8.  | Amphoe Laplae           | อำเภอลับแล       |  |
| 9.  | Amphoe Thong Saen Khan  | อำเภอทองแสนขัน   |  |

### Lokalverwaltung
Für das ganze Gebiet der Provinz besteht eine Provinz-Verwaltungsorganisation (thailändisch องค์การบริหารส่วนจังหวัด, kurz อบจ., Ongkan Borihan suan Changwat; englisch Provincial Administrative Organization, PAO).
In der Provinz gibt es 26 Thesaban (‚Kommunen‘) – darunter eine „Stadt“ (เทศบาลเมือง – Thesaban Mueang): Uttaradit und 25 „Kleinstädte“ (เทศบาลตำบล – Thesaban Tambon) – sowie 63 Tambon-Verwaltungsorganisationen.